# Daddy Cool
«Daddy Cool» — песня западногерманской группы Boney M. c дебютного альбома Take the Heat off Me (1976), впервые изданная как сингл 31 мая 1976 года. Стала первым хитом Boney M. в Великобритании и классикой диско-музыки. Песня написана Джорджем Рейамом (настоящее имя — Ханс-Йорг Майер) в соавторстве с основателем группы Фрэнком Фарианом, который также исполнил партию мужского голоса на пластинке.
Сингл поначалу не имел большого успеха, но после зрелищного выступления группы 18 сентября 1976 год на телешоу Musikladen стал хитом, оказавшись главным европейским прорывом группы, и возглавил большинство европейских чартов, достигнув номера 6 в чарте Великобритании и номера 65 в чарте Billboard Hot 100 в США. Сингл также возглавил немецкий чарт и попал в топ-20 в Канаде.

## Чарты и сертификации
| Чарт (1976—77)                     | Наив. поз. |
| ---------------------------------- | ---------- |
| Австралия (Kent Music Report)      | 5          |
| Австрия (Ö3 Austria Top 40)        | 1          |
| Бельгия/Фландрия (Ultratop 50)     | 1          |
| Бельгия (VRT Top 30 Flanders)      | 1          |
| Европа (Eurochart Hot 100)         | 1          |
| Франция (IFOP)                     | 1          |
| Германия (GfK)                     | 47         |
| Италия (FIMI)                      | 3          |
| Нидерланды (Dutch Top 40)          | 3          |
| Нидерланды (Single Top 100)        | 3          |
| Новая Зеландия (Recorded Music NZ) | 15         |
| Норвегия (VG-lista)                | 1          |
| Южная Африка (Springbok Radio)     | 2          |
| Испания (AFE)                      | 1          |
| Швеция (Sverigetopplistan)         | 1          |
| Швейцария (Schweizer Hitparade)    | 1          |
| Великобритания (OCC UK Singles)    | 6          |
| США (Billboard Hot 100)            | 65         |
| США Cash Box                       | 90         |

### Итоговые чарты за год
| Чарт (1976)                     | Наив. поз. |
| ------------------------------- | ---------- |
| Австрия (Ö3 Austria Top 40)     | 10         |
| Бельгия (Ultratop 50 Flanders)  | 7          |
| Франция (IFOP)                  | 2          |
| Нидерланды (Dutch Top 40)       | 12         |
| Нидерланды (Single Top 100)     | 10         |
| Швейцария (Schweizer Hitparade) | 7          |

| Чарт (1977)                    | Наив. поз. |
| ------------------------------ | ---------- |
| Австралия (Kent Music Report)  | 35         |
| Австрия (Ö3 Austria Top 40)    | 20         |
| Италия (FIMI)                  | 23         |
| Южная Африка (Springbok Radio) | 18         |

### Итоговые чарты за всё время
| Чарт                | Наив. поз. |
| ------------------- | ---------- |
| Франция (IFOP)      | 78         |
| Норвегия (VG-lista) | 5          |

### Сертификации и продажи
| Регион                                                      | Сертификация | Продажи   |
| ----------------------------------------------------------- | ------------ | --------- |
| Франция                                                     | —            | 1,049,000 |
| Германия (BVMI)                                             | Золотой      | 500 000^  |
| Великобритания (BPI)                                        | Серебряный   | 250 000^  |
| ^ Данные о тиражах приведены только на основе сертификации. |              |           |

## Интересные факты
Использовалась в фильмах «Приключения Паддингтона 2» и «Все пары делают это» (Франция, 2017).